# Григоровская (Вологодская область)
Григоровская — деревня в Верховажском районе Вологодской области.
Входит в состав Коленгского сельского поселения, с точки зрения административно-территориального деления — в Коленгский сельсовет.
Расстояние по автодороге до районного центра Верховажья — 64 км, до центра муниципального образования Ногинской — 12 км. Ближайшие населённые пункты — Удальцовская, Мухинская, Анциферовская.
Согласно Переписной Книге 1685 г. - 9 дворов.
По переписи 2002 года население — 9 человек.